# سانتا كروز دي لا زارزا
سانتا كروز دي لا زارزا (بالإنجليزية: Santa Cruz de la Zarza)‏ هي بلدية ومدينة في منطقة الحكم الذاتي كاستيا-لا مانتشا وتقع في مقاطعة طليطلة في وسط إسبانيا. تبلغ مساحة هذه المدينة 264.54 (كم²)، ويبلغ عدد سكانها 4929 نسمة حسب إحصاء المعهد الوطني الإسباني سنة 2009 م.